# Праданос-де-Охеда
Праданос-де-Охеда (ісп. Prádanos de Ojeda) — муніципалітет в Іспанії, у складі автономної спільноти Кастилія-і-Леон, у провінції Паленсія. Населення — 214 осіб (2010).
Муніципалітет розташований на відстані близько 260 км на північ від Мадрида, 75 км на північ від Паленсії.

## Демографія
Динаміка населення (INE ):